# Jonski red
Jonski red (Jonski stil) je uz dorski i korintski jedan od tri kanonska reda organizacijskih sustava klasične arhitekture.

## Povijest i razvoj
Grčko ostvarenje u arhitekturi poistovjećivano je još u doba starog Rima sa stvaranjem triju klasičnih arhitektonskih redova: dorskog, jonskog i korintskog, iako u biti postoje samo dva, jer je korintski samo jedna varijanta jonskog. Dorski s pravom može nositi naziv osnovnog reda, jer je stariji i jasnije definiran nego jonski, koji se razvio na egejskim otocima i na maloazijskoj obali.
Jonski red potječe iz 6. stoljeća prije Krista iz Jonije, jugozapadnom obalnom području i otocima Male Azije koji su naselili Jonski Grci gdje se govorio jonski dijalekt grčkog jezika. Jonski red se upotrebljavao u Grčkoj u 5. stoljeću prije Krista. Prvi od mnogih jonski hramova, koji je stajao samo nekoliko desetljeća prije nego što je srušen u potresu, je bio Hram Here na Samosu izgrađen oko 570. – 560. pr. Krista po arhitektu Rhoikosu. Dugotrajniji jonski hram iz 6. stoljeća prije Krista je bio Artemidin hram u Efezu koji je bio jedan od sedam svjetskih čuda.

## Jonski stup
Nastanak jonskog reda tumači se potrebom da se pored dorskog stupa koji simbolizira snagu muškog tijela, utjelovi i stup imitacije gracioznosti i ljepote ženskog.
Jonjani i Eoljani od mikenskog su doba povezani s tradicijama drevnog Sredozemlja. Za vrijeme dorske seobe dijelom potisnuti iz svojih starih naseobina, otvaraju se u maloazijsko-jonskom krugu utjecajima istoka. U otočnom jonskom krugu i na Atici morali su se suočiti s načelima dorske arhitekture.
Jako orijentirana prema Egeji, Atena se pokazala gostoljubivom za istočni grčki građevinski stil počevši od sredine V. st. pr. Krista, pa se najljepši sačuvani primjeri jonskog reda nalaze na Akropoli. 
Raniji razvoj ovog reda poznat je veoma fragmentarno; od ogromnih jonskih hramova koji su u arhajsko doba bili podignuti na Samosu i u Efezu, sačuvano je malo što osim osnove. Jonski red nije ni postao red u pravom smislu riječi do klasičnog perioda, pa i onda je i dalje bio mnogo elastičniji od dorskog. 
Njegova najupadljivija karakteristika je stup, koji se od dorskog ne razlikuje samo tijelom već i duhom. On počiva na kitnjasto profiliranoj vlastitoj osnovi; stablo je vitkije, a sužavanje i entazis su manji; kapitel se odlikuje velikom dvostrukom volutom između ehinusa i abakusa.
Jonski stup je lakši i graciozniji od dorskog. On podsjeća na izraslu biljku, na nekakvo palmino drvo što nije puka fantazija, jer postoje prethodnici ili srodnici jonskog kapitela koji to potvrđuju (kad bismo pratili 'vegetabilne' stupove do njihovih početaka našli bismo se u Egiptu, u Saqqari gdje su pronađeni polustupovi u obliku papirusa koji imaju prošireni kapitel).
Jonski red unutar racionalno određenog konstrukcijskog sustava nudi više mogućnosti za oblikovanje i kombiniranje elemenata.
Izbor počinje kod podgradnje. Ophodni trjemovi stoje na krepidomi s 2-4 sloja, na podiju s otvorenim stubištem ili na višeslojnoj podgradnji s podijem ili bez njega.
Trodijelni stupovi s bazom, trupom i kapitelom u arhajsko doba slijede lokalne tradicije ili inačice osnovnog tipa.
Trup izrasta vitko i visoko (8-12 D) s laganim suženjem i entazom. Mnogobrojne kanelire na početku se dodiruju oštrim bridovima, kasnije se produbljuju poput cjevčica i odvajaju uskim prugama. Njihov velik broj, na početku do 48, nakon umetanja pruga uglavnom 24, daje trupu elegantan obris, čije je djelovanje pojačano izmjenom svjetla i sjene. 
Baza pri dnu stupa povezuje stup sa stilobatom. Kod ranih stupova otočnog jonskog kruga trup je postavljen na glatki kameni valjak (plinta). Na velikim arhajskim hramovima stup preko lagane krivulje prelazi u fini prsten koji je često oblikovan kao astragal (zrnati profil, niz zrnaca i kružnih pločica), a predstavlja organički prijelaz u tor. To široko kanelirano zadebljanje optički ublažuje pritisak trupa.
Istinski nosivi članak baze, spira, sastoji se kod samskog oblika od lagano konkavnog kamenog valjka s brojnim kanelirama i prugama (Herej, Sam).  Vrlo je rasprostranjen efeški oblik (Artemizij) s izmjenom dvaju udubljenja – trohila, i triju plitkih izbočina od kojih donja leži izravno na stilobatu ili na plinti. Povezivanjem tora, efeške spire i plinte nastaje klasični maloazijski tip baze. Atičko-jonska baza svoj odmjeren oblik zahvaljuje preglednoj trodijelnoj raščlambi na tor-trohil-tor. Izmjenama proporcija i različitom ornamentikom ona se individualno usklađuje s različitim tipovima stupova.
Konstrukcijski predložak kapitela s volutama drveni je podložak koji je kosim klinovima bio učvršćen ispod grede. Među primjerima iz najranijeg razdoblja lezboski lisnati kapiteli i eolski kapiteli s volutama odaju orijentalne utjecaje. Za razliku od eolskog oblikovanja koje brzo stagnira, u jonskom se krugu iz različitih preoblika i pojedinačnih elemenata stvara konačni tročlani oblik.
Ehin, s valovitim lisnatim ukrasom (kima) prihvaća kružni presjek trupa stupa. Na njemu počiva plošni jastuk koji se na obje strane savija u spiralne volute koje su u jastuk povezane uvučenim žlijebom (canalis) koji zajedno s oprugama voluti daje dinamičnost. 
Palmeta koja je prvotno uspravno stajala između voluta, kasnije visi iz kutnih umetaka iznad ehina. Između jastuka volute i arhitrava umetnut je plošni abak, ukrašen jonskom kimom (profil s jajolikim nizom, ovuli i strelice; ukrasna traka s presjekom četvrtine kruga – uzdužna četvrtina štapa; niz jajoliko savijenih oblika i strelasto ušiljenih prugica dolazi do punog izražaja igrom sunčeva svjetla i sjene)  ili lezboskom kimom (varira isto načelo s nizom srcolikih listova vodenog bilja; njihovi konkavno konveksni oblici u izmjeni s oštrim strelicama stvaraju sliku istančane profinjenosti).  
Kod arhajskih kapitela volute se u snažnom luku izvijaju iznad ehina. U klasičnom dobu one se približavaju trupu stupa, koji istodobno gubi svoju pretjeranu vitkost. Klasične proporcije u cjelini čine oblik potpornja čvršćim. Normalan oblik kapitela, sračunat za sučelni pogled, na uglu hrama sukobljavaju se sa zahtjevom za svestrano jednakomjernim oblikovanjem (jonski ugaoni konflikt). Volute koje se na uglu susreću pod pravim kutom u jednom su posebnom obliku sažete u dijagonalnu ugaonu volutu. 
U posebne oblike jonskog kapitela spadaju kapiteli pilastra Apolonova hrama u Didimi.
Kapiteli pilastra Apolonova hrama u Didimi ne samo da nose završni vijenac na zidovima hramskog dvorišta, već istodobno raščlanjuje i figuralni friz koji teče ispod njega. Kod ovog oblika kapitela, iznad astragala teče traka ukrašena rozetama i ljuskama, koja se na uglovima naglo savija u volute. Na tankom abaku udubljenje prelazi u jonsku kimu. U slobodnom središnjem trapezoidnom polju kapitela spiralno se savijaju vitice akantova lišća koje u sredini zahvaća abak.
Trabeacija je izvana uvelike sačuvala lakoću drvene gradnje. Kod arhitrava horizontalnom je raščlambom u tri lagano istaknuta pojasa (fascije) prikrivena težina kamenih blokova. U maloazijskoj inačici arhitrav nosi gusti niz laganih grednih glava, zupčasti ukras (denticuli) koji vjerojatno potječe od likijskih drvenih krovova. Jonska kima omogućava elegantni prijelaz između njih i arhitrava. I s gornje strane denta pruža se uža kima iznad koje je snažno istaknut geizon. Završetak se sastoji od oluka (sima) savijenog u S-obliku ukrašenog viticama i lavljim protomama. Umjesto njih, na nekim hramovima se pojavljuje niz antefiksa-palmeta.
Jonsko otočka atička varijanta umjesto zupčastog ukrasa umeće reljefni friz s kontinuiranim plastičnim prikazima. Kod nekih građevina pojavljuju se kombinacije frizova urešenih skulpturom ili ornamentom sa zupčastim ukrasom.
Kod jonskih hramova, napose kod velikih kompleksa, često nedostaje trokutni zabat. Građevina tada sa svih strana završava snažno istaknutim završnim vijencem. 
Prve građevine bile su građene prije VII. st. pr. Krista, dok svoj procvat u kamenu doživljava u posljednjim desetljećima 5. st. pr. Krista.

## Jonski hram
U predklasičnom periodu, jedine jonske građevine na grčkom kopnu bile su male riznice koje su Grčki otočani gradili u Delfima u svojim pokrajinskim stilovima. Tako su atenski arhitekti, koji su preuzeli jonski red oko 450. godine prije Krista, smatrali da je on pogodniji samo za male hramove jednostavne osnove. Takva građevina je hram Nike na južnoj strani Propileja, sagrađen oko 427. – 424. prije Krista. Veći i složeniji je Erehteion, na sjevernoj strani akropole, nasuprot Partenona. Podigao ga je između 421. i 405. možda Mnesikle. 
U tlocrtu su jonski hramovi dipterosi, tj. imaju dvostruku kolonadu stupova.

### Jonske građevine
- treći Herin hram na Samosu
- četvrti Herin hram na Samosu
- Apolonov hram u Didimi
- Artemidin hram u Efezu
- Siphinijska riznica u Delfima
- Masilijska riznica u Delfima
- Hram Atene u Egini
- Erehteion
- Propileji
- Hram Atene Nike
- Zeusov oltar u Pergamu
- Hram Atene Polias u Prieni
- Cerina bazilika i hram u Paestumu

Najviše sačuvanih jonskih građevina nalazi se na samoj Akropoli. Propileji su bogato raščlanjeni i namijenjeni pogledom prilikom uspinjanja, u njima se spajaju dorski elementi s jonskima i one predstavljaju izvrstan uvod u cijelo kompleks Akropole. Odmah do njih nalazi se mali hram Nike, sjajan primjer jonskog reda. Erehteion je složeniji do hrama Nike, zato što mora spojiti u jednu cjelinu seta mjesta različite razine; također je u jonskom stilu i sadrži nov element u maloj prozračnoj loži koju podupire 6 plastičnih kipova Karijatida koje svojom ljupkošću razbijaju svečanu strogoću.

## Poveznice
- Toskanski red
- Dorski red
- Korintski red
- Kompozitni red
- Grčki hram
- Umjetnost stare Grčke